# Johnny McDowell
Johnny McDowell,  ameriški dirkač Formule 1, * 29. januar 1915, Delavan, Illinois, ZDA, † 8. junij, 1952, Milwaukee, Wisconsin, ZDA.
Johnny McDowell je pokojni ameriški dirkač, ki je med letoma 1949 in 1952 sodeloval na ameriški dirki Indianapolis 500, ki je med letoma 1950 in 1960 štela tudi za prvenstvo Formule 1. Najboljši rezultat je dosegel leta 1950, ko je zasedel osemnajsto mesto. Leta 1952 se je smrtno ponesrečil na dirki v Milwaukeeju.